# Стернална линија
Стернална линија (лат.  linea sternalis) једна је од оријентационих вертикална линија на предњем делу грудног коша која у анатомији и клиничкој пракси служи за ближе одређивање положаја појединих органа на телу.

## Анатомија
Стернална лнија се налази на предњој страни грудног коша а протеже се дуж бочне ивице грудне кости.